# 上望站
上望站位于中华人民共和国浙江省温州市瑞安市上望街道规划龙瑞公路与隆山路交叉口北侧，是温州轨道交通S2线的一座中间站。本站于2023年8月26日随S2线的开通而启用。

## 车站结构
本站为路中高架三层侧式车站（两台两线），总建筑面积为11209.73平方米，设有2个出入口，以及卫生间1处、母婴室1间。

### 车站楼层
| 地上三层 | 侧式站台 | 侧式站台                                 | 侧式站台 | 侧式站台 |
|          | 一站台   | █ S2线 清东路方向（下站：莘塍）          |          |          |
|          | 二站台   | █ S2线 东山方向（下站：上东路）          |          |          |
|          | 侧式站台 |                                          |          |          |
| 地上二层 | 站厅     | 售票机、客服中心、商店、警务室、安检设施 |          |          |
| 地面     | 出入口   |                                          |          |          |

### 站台
本站设有两个侧式站台，位于龙瑞公路的上空。

## 公交接驳
- 配套站点：本站西侧龙瑞公路设“S2上望站”公交停靠站2对[6]。
- 配套线路：2条（瑞安9路、瑞安15路）[6]。